# Рижский международный автовокзал
Рижский международный автовокзал (латыш. Rīgas Starptautiskā autoosta) — автобусный вокзал в Риге (Латвия). Является центральным пунктом международного и междугородного автобусного сообщения Латвии.

## Местонахождение вокзала
Автовокзал расположен в историческом центре Риги, между Старым городом, Центральным рынком и железнодорожным вокзалом, на берегу городского канала недалеко от набережной Даугавы.
Адрес: улица Прагас, 1, Рига, LV-1050

## История
Первоначальный проект создания Рижского вокзала разрабатывался проектным институтом «Латгипрогорстрой» с 1960 по 1962 год. Здание автовокзала построено и было введено в эксплуатацию в 1964 году.
В первые годы после восстановления независимости Латвии автовокзал осуществлял свою деятельность под началом государственной автобусной фирмы «Nordeka». 11 сентября 1997 года было принято решение об образовании государственного акционерного общества «Рижский международный автовокзал». Окончательная приватизация предприятия состоялась в 2000 году и окончилась переводом его в публичное акционерное общество. В настоящее время автовокзал имеет 33 платформы, обслуживающие как внутренние, так и международные рейсы.

### Справочная информация
- Телефон: +371 67226658
- Справочный телефон автовокзала: 90000009 (0,25 Ls/мин)